# Ramón Ávila Castro
Ramón Patricio Ávila Castro (Villa Alegre, Chile, 20 de octubre de 1982) es un futbolista chileno. Se formó en las divisiones inferiores de Colo-Colo. Hizo su debut profesional el año 2001 en Rangers de Talca.

## Clubes
| Club             | País        | Año       |
| ---------------- | ----------- | --------- |
| Rangers          | Chile       | 2001-2007 |
| Luis Ángel Firpo | El Salvador | 2007-2009 |
| Rangers          | Chile       | 2010-2011 |

- Datos: Q6100165